# 미하일로 오브레노비치 3세
미하일로 오브레노비치 3세(세르비아어: Михаило Обреновић III / Mihajlo Obrenović III, 1823년 9월 16일 ~ 1868년 6월 10일)는 세르비아 공국의 공작(크네즈(Knez), 재위: 1839년 7월 8일 ~ 1842년 9월 14일, 1860년 9월 26일 ~ 1868년 6월 10일)이다.
1839년 6월 25일 아버지 밀로시 오브레노비치가 전제 정치로 민심을 잃고 퇴위하자 형 밀란 오브레노비치 2세가 즉위하였으나 그해 7월 8일 사망하면서 미하일로가 세르비아의 공작으로 즉위했다. 재위 3년차인 1842년 알렉산다르 카라조르제비치의 반란으로 인해 퇴위했다. 그 이후 1858년 오브레노비치 왕가가 카라조르제비치 왕가를 뒤엎고 세르비아 공국의 공작위를 되찾아 밀로시 오브레노비치가 재즉위하였다.
1860년 9월 26일 부왕인 밀로시 오브레노비치가 서거하자 미하일로가 재즉위하였다. 그는 가끔 계몽적이기도 했으나 거의 전제적이었다. 1868년 6월 10일 세르비아의 귀족이자 그의 사촌 누나였던 카타리나 콘스탄티노비치(Katarina Konstantinović), 카타리나의 딸이었던 안카 오브레노비치(Anka Obrenović)와 함께 베오그라드 근교에 위치한 코슈트냐크 공원(Košutnjak)을 산책하던 도중에 암살당했다.